# Мартирано
Мартира̀но (на италиански: Martirano) е село и община в Южна Италия, провинция Катандзаро, регион Калабрия. Разположено е на 162 m надморска височина. Населението на общината е 931 души (към 2012 г.).